# Ligne M8 du métro d'Istanbul
La ligne M8 du métro d'Istanbul est une ligne du réseau métropolitain d'Istanbul en Turquie. Mise en service le 6 janvier 2023, elle relie, dans la partie asiatique de la ville, les terminus Bostancı et Parseller et compte 13 stations pour 14.3 kilomètres de longueur.

## Historique

### Chronologie
- 6 janvier 2023 : Bostancı - Parseller

## Caractéristiques

### Stations et correspondances
|  |   |  |  | Station        | Coordonnées                  | Correspondances |
|  | - |  |  | -------------- | ---------------------------- | --------------- |
|  | O |  |  | Bostancı       | 40° 57′ 04″ N, 29° 05′ 52″ E |                 |
|  | o |  |  | Emin Ali Paşa  | 40° 57′ 38″ N, 29° 05′ 36″ E |                 |
|  | o |  |  | Ayşekadın      | 40° 58′ 00″ N, 29° 05′ 12″ E |                 |
|  | o |  |  | Kozyatağı      | 40° 58′ 39″ N, 29° 06′ 00″ E | (M4)            |
|  | o |  |  | Küçükbakkalköy | 40° 58′ 43″ N, 29° 06′ 44″ E |                 |
|  | o |  |  | İçerenköy      | 40° 58′ 44″ N, 29° 07′ 35″ E |                 |
|  | o |  |  | Kayışdağı      | 40° 59′ 04″ N, 29° 08′ 15″ E |                 |
|  | o |  |  | Mevlana        | 40° 59′ 31″ N, 29° 09′ 12″ E |                 |
|  | o |  |  | İMES           | 41° 00′ 00″ N, 29° 09′ 21″ E |                 |
|  | o |  |  | MODOKO - KEYAP | 41° 00′ 26″ N, 29° 09′ 43″ E |                 |
|  | o |  |  | Dudullu        | 41° 00′ 55″ N, 29° 09′ 48″ E | (M5)            |
|  | o |  |  | Huzur          | 41° 01′ 21″ N, 29° 09′ 33″ E |                 |
|  | O |  |  | Parseller      | 41° 01′ 52″ N, 29° 09′ 09″ E |                 |